# Саранді Кабрера
Саранді Кабрера (14 вересня 1923, Рівера — 5 квітня 2005, Монтевідео) — уругвайський письменник, журналіст і перекладач, що належав до Ґенерації '45.

## Життєпис

### Письменник
Кабрера належав до групи письменників під назвою «Ґенерація '45», до якої також входили Хуан Карлос Онетті, Маріо Бенедетті та Ідея Віларіньо та інші.
Плідна літературна діяльність Саранді розпочалась у 1947 з видання першої книги «Onfalo» і тривала майже 50 років, досліджуючи наративи та поезію. Його вірші були включені до уругвайських літературних журналів, таких як «Aqui», «Poesía», «Asir», «Numero», «Graffiti» та ін.

### Журналіст
Кабрера працював у щотижневику «Marcha» між 1950 і 1970 роками та в газеті «El Popular» до 1963.

### Перекладач
Вивчив французьку, англійську, італійську, португальську та шведську мови і використовував свої знання для перекладу різних політичних творів, есе, романів та ворожінь. Серед перекладених авторів варто назвати Петрарку, Ронсара, Лоренцо Медічі, Луїзу Лабе, Лі Мастерса, Ду Фу, Ніколу Вапцарова, Маріо де Андраде, Марціаля, П'єтро Аретіно, Джона Донна .
Співпрацював із організаціями ООН (ВООЗ, OMM, UNIDO, ONU, BIT) з 1977 по 1990, а також з Конференцією неприєднаних країн та Світовою радою церков.

## Записи
Кілька його текстів були записані на диски за допомогою інтерпретації таких музикантів, як Альфредо Сітарроса, Нума Мораес та Лос Карретерос, або декламувались автором та публікувались лейблами Carumbé та Ayuí / Tacuabé.

## Бібліографія

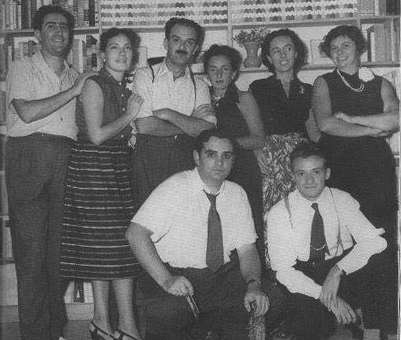
Зустріч у будинку Еміра Родрігеса Монегала. Стоять: Емір, Зораїда Небот, Маноло Клапс, Ідея Віларіньйо, Луз Лопес, Байта Суреда. Сидять: Саранді Кабрера та Маріо Бенедетті.

### Перевидання
- Onfalo (2.ª ed. Vintén Editor, Växjö, Suecia. Febrero de 1987)
- Poeta pistola en mano (2.ª Ed.)
- Poeta pistola en mano (3.ª Ed. Editorial Schapire, Bs. As.)
- Puta cicuta e intifada (Contiene dos secciones que no estaban presentes en el original. 2.ª ed., Vinten Editor, Montevideo. 1996)

## Дискографія
- Sarandy Cabrera dice sus sonetos (Carumbé SU-3317-2/B)
- SC por SC — Poeta
- Pistola en mano (Ayuí / Tacuabé. 1972)